# Wahl zur Verfassunggebenden Versammlung der Marshallinseln 1976
Wahlen zur Verfassungsgebenden Versammlung in den Marshallinseln (Constitutional Convention elections) wurden in den Marshallinseln im November 1976 durchgeführt.

## Hintergrund
Die Einberufung einer wurde im August 1976 durch einen Gesetzentwurf in der Gesetzgebenden Versammlung (District Legislature) genehmigt.  Das 48-köpfige Gremium sollte eine Verfassung sowohl auf Englisch als auch auf Marshallesisch ausarbeiten und bestand aus drei Repräsentanten des Congress of the Trust Territory of the Pacific Islands (einem Senator und zwei Abgeordneten), den acht Iroij der District Legislature, den Iroijs von Arno, Mejit und Ujelang/Eniwetok, einem Repräsentanten von Likiep und 33 gewählten Mitgliedern.

## Ergebnis
Nach den Wahlen wurde die Verfassunggebende Versammlung am 8. August 1977 in Majuro eröffnet. Ruben Zackhras wurde zum Präsident der Versammlung gewählt.
Nach Abschluss der Arbeiten fand am 4. Januar 1979 in der Uliga Protestant Church in Majuro eine Zeremonie zur formellen Unterzeichnung der Verfassung statt. Anschließend überreichte Zackhras die Verfassung dem Bezirksverwalter Oscar DeBrum und dem Parlamentssprecher Atlan Anien. Der Konvent wurde dann zum Verfassungsreferendum in den Marshallinseln 1979 aufgelöst. 64 % der Stimmberechtigten stimmten der Verfassung zu.